# Donald Stewart (Drehbuchautor)

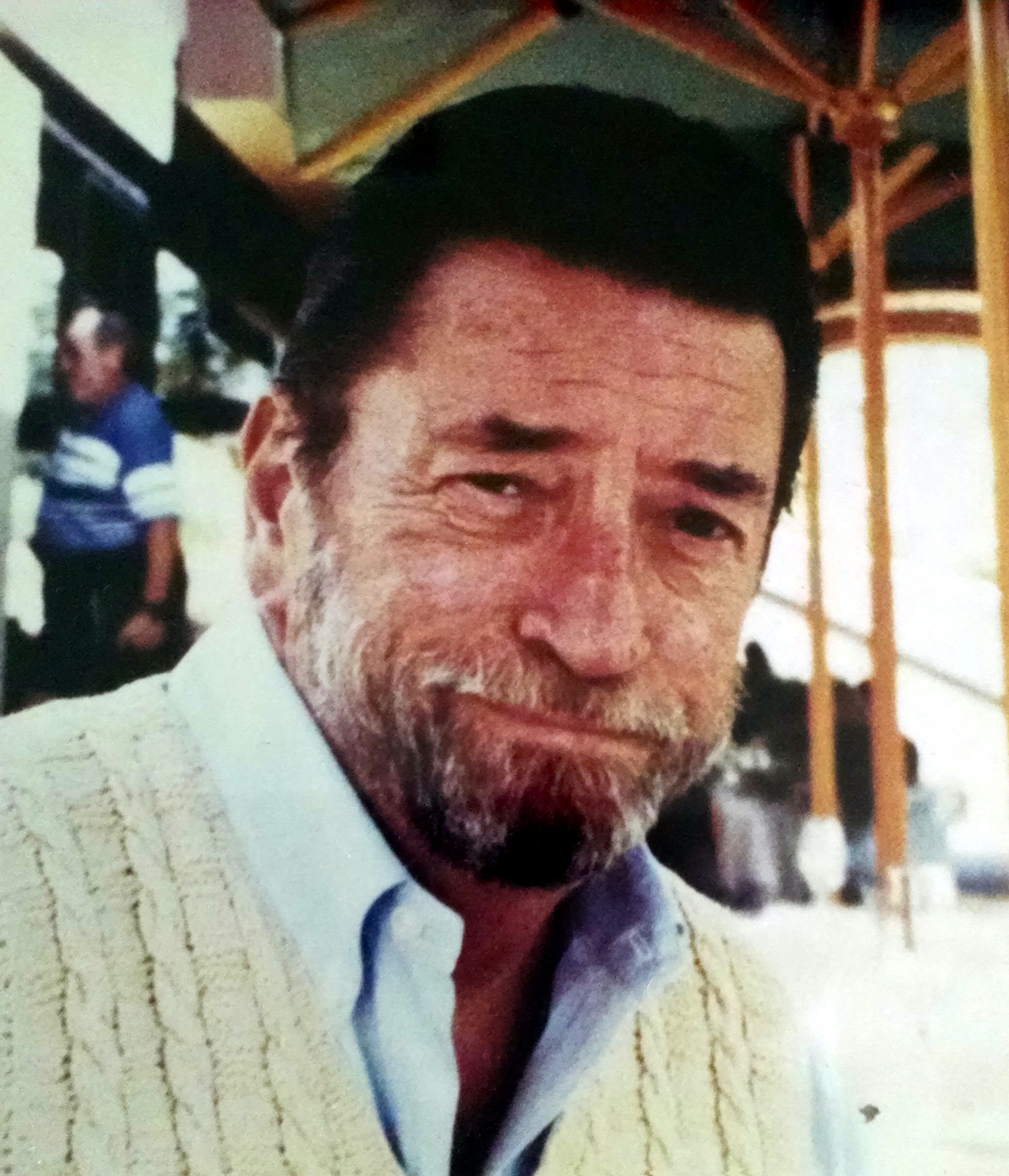
Donald E. Stewart (1997)

Donald E. Stewart (* 24. Januar 1930 in Detroit, Michigan; † 28. April 1999 in Los Angeles, Kalifornien) war ein US-amerikanischer Drehbuchautor, der vor seiner Karriere als Drehbuchschreiber vorwiegend als Redakteur in Autozeitschriften tätig war. Für seine Mitarbeit am Drehbuch zum 1982 veröffentlichten Film Vermißt wurde er mehrfach ausgezeichnet, unter anderem auch mit einem Oscar für das beste adaptierte Drehbuch bei der Oscarverleihung 1983, den er zusammen mit seinem Partner Constantin Costa-Gavras erhielt.

## Leben und Karriere
Der im Jahre 1930 in der Motorcity, Detroit, geborene Stewart war zeit seines Lebens ein begeisterter Autonarr, begann seine Karriere als Journalist und Reporter der Detroit Times, ehe er in seinen zwanziger Jahren als Gründer und Co-Herausgeber der Automobilzeitschrift Competition Press hervorging. Nachdem er einige Jahre für das wöchentlich erscheinende Magazin gearbeitet hatte, war er auch kurzzeitiger Redakteur in den Magazinen Hop U und Motor Life. Im Jahre 1960 verließ er seine Heimatstadt und gleichzeitig auch den Zweig Journalismus, um in den Werbebereich zu wechseln. Dabei zog es ihn schließlich nach New York, wo er als Werbetexter aktiv war und Werbetexte für verschiedene Automobilmarken schrieb, um danach von der Fletcher-Richards Agency als Creative Director engagiert zu werden. Als Werbetexter und Kreativdirektor war Stewart bereits davor für Agenturen wie James Walter Thompson, Young & Rubicam und BBD & O im Einsatz. Diese Position hatte er über einen längeren Zeitraum inne, bevor er beschloss, seinen weiteren Werdegang um 1975 in Hollywood fortzusetzen, wo er bis zu seinem Ableben im Jahre 1999 auch wohnhaft war. Nach seinem Umzug nach Kalifornien in seinen mittleren Vierzigern wurde er relativ bald von Produktionsfirmen als Drehbuchautor engagiert, wobei er seinen ersten nennenswerten Einsatz als Schreiber im Jahre 1973 in einer Episode von The Rookies hatte. Seinen ersten Einsatz bei einer Filmproduktion hatte er beim 1976 veröffentlichten Film Vergewaltigt hinter Gittern, der auch unter den Namen Gefangen in Jackson County und Jackson County Jail Bekanntheit erlangte.
Das Drehbuch fand auch in den US-Medien, wie etwa der New York Post oder der Los Angeles Times, durchaus positiven Anklang. Das Drehbuch des Films, bei dem unter anderem Tommy Lee Jones seine erste wesentliche Hauptrolle in einer Filmproduktion innehatte, wurde vom Regisseur, dem eigentlich noch relativ unerfahrenen Michael Miller, in einer etwas abgeänderten Form auch für dessen etwa zwei Jahre später veröffentlichten Fernsehfilm und im deutschsprachigen Raum erneut unter dem Namen Gefangen in Jackson County bekannt gewordenen Film verwendet. Nachdem er beim im Jahre 1978 veröffentlichten Film Giganten mit stählernen Fäusten ebenfalls maßgeblich als Drehbuchautor in Erscheinung trat und dabei unter der Mitarbeit von Nicholas Niciphor a.k.a. Henry Suso die Geschichte von Frances Doel übernahm, feierte Stewart ab dem Jahre 1982 seine ersten großen Erfolge. Dabei schrieb er mit seinem Partner Constantin Costa-Gavras und dem in den Credits eigentlich nie angeführten John Nichols das Drehbuch zum oscarprämierten Film Vermißt, wobei das endgültige Drehbuch erst am 5. Februar 1981 fertiggestellt und eingereicht wurde. Der englischsprachige Titel Missing war anfangs nur als Arbeitstitel vorgesehen, wurde aber später unter diesem Namen in der englischsprachigen Originalversion veröffentlicht. Das Drehbuch basierte dabei auf insgesamt 140 Seiten und der anschließende Film auf 130 verschiedenen Szenen. Für sein Engagement rund um den Film wurde Stewart zusammen mit Costa-Gavras mit zahlreichen Auszeichnungen für ihre Arbeit belohnt. Bei der Oscarverleihung 1983 wurde das Autorenduo mit einem Oscar in der Kategorie „Bestes adaptiertes Drehbuch“ ausgezeichnet und erhielt zudem einen BAFTA Award in der Kategorie „Bestes Drehbuch“, wobei dies das letzte Mal war, dass ein Preis in dieser Kategorie vergeben wurde. Weitere Auszeichnungen waren in diesem Jahr der Writers Guild of America Award in der Kategorie „Best Drama Adapted from Another Medium“ sowie der „ALFS Award“ bei den London Critics Circle Film Awards in der Kategorie „Screenwriter of the Year“, wo das erfolgreiche Autorenduo als beste Drehbuchschreiber des Jahres geehrt wurde. Bei der Verleihung der Golden Globe Awards 1983 wurden die beiden für einen Golden Globe in der Kategorie „Bestes Filmdrehbuch“ nominiert, konnten sich am Ende allerdings nicht gegen den Autor Ernest Thompson durchsetzen, der den Preis für seine Arbeit am Film Am goldenen See bekam.
Bereits in dieser Zeit kam es des Öfteren zu Verwirrungen rund um den im Jahre 1930 geborenen Donald Stewart, da er oftmals, vor allem in den Medien, mit dem ebenfalls als Drehbuchautor agierenden und ebenfalls oscarprämierten Donald Ogden Stewart verwechselt wurde. Noch dazu kam, dass der Sohn des im Jahre 1894 geborenen und im Jahre 1980 verstorbenen Donald Ogden Stewart ebenfalls den Namen Donald Stewart trägt und ebenso als Journalist im Motorsport tätig ist bzw. war. Dies schreckte den 1930 geborenen Donald Stewart allerdings nicht davon ab, eine Karriere als hochbezahlter Script Doctor und Drehbuchautor zu führen. Weitere Einsätze als Drehbuchautor hatte Stewart unter anderem im 1990 veröffentlichten Film Jagd auf Roter Oktober, wobei er auf Basis von Tom Clancys gleichnamigen Erstlingsroman zusammen mit Larry Ferguson am Drehbuch arbeitete. Bereits zwei Jahre später kam der Film Die Stunde der Patrioten zu seiner Premiere, bei dem Stewart zusammen mit W. Peter Iliff am Drehbuch arbeitete. Erneut zwei Jahre später kam schließlich der Film Das Kartell in die Kinos, wobei er damit auch in einer Tom-Clancy-Trilogie eingesetzt wurde, da Clancy in all den letzten drei Filmen, an denen Donald Stewart mitgearbeitet hatte, den Roman als Basis beisteuerte. Bei Das Kartell arbeitete man als Drehbuchautoren in einer Dreierkonstellation bestehend aus Stewart, Steven Zaillian und John Milius. 1997 wurde sein bereits bestehendes und beim Film Vergewaltigt hinter Gittern verwendetes Drehbuch auch für den Film Unschuldig! Susan rennt von der Regisseurin Victoria Muspratt verwendet, die als Drehbuchautorin auch das Skript umschrieb. Ebenfalls im Jahre 1997 erschien der letzte Film, an dem Stewart maßgebliche Mitarbeit als Drehbuchautor leistete. Die Regie in Dead Silence – Flammen in der Stille führte dabei Daniel Petrie Jr.
Am 28. April 1999 verstarb Stewart im Alter von 69 Jahren im eigenen Haus in Los Angeles an einer Krebserkrankung. Dabei überlebte er seine Ehefrau Joan sowie die in Michigan und Florida angesiedelten Kinder (zwei Söhne und eine Tochter) und vier zu dieser Zeit bereits geborene Enkelkinder. Seine letzte Ruhestätte fand Stewart am Westwood Village Memorial Park Cemetery, einem Friedhof auf dem zahlreiche bekannte Persönlichkeiten aus der Unterhaltungsindustrie begraben liegen, an der 1218 Glendon Avenue im Westen der kalifornischen Millionenstadt.
Das postum von seiner Witwe entdeckte Drehbuch Hostiles bildete die Grundlage für Scott Coopers gleichnamigen Film.

## Filmografie
- 1973: The Rookies (eine Folge)
- 1976: Vergewaltigt hinter Gittern (Jackson County Jail; deutscher Titel auch Gefangen in Jackson County)
- 1978: Giganten mit stählernen Fäusten (Deathsport; deutscher Titel auch Death Race 2050 oder Todesrallye in Helix-City)
- 1982: Vermißt (Missing)
- 1990: Jagd auf Roter Oktober (The Hunt for Red October)
- 1992: Die Stunde der Patrioten (Patriot Games)
- 1994: Das Kartell (Clear and Present Danger)
- 1997: Unschuldig! Susan rennt (Macon County Jail)
- 1997: Dead Silence – Flammen in der Stille (Dead Silence)
- 2017: Feinde – Hostiles (Hostiles)

## Nominierungen und Auszeichnungen
Nominierungen
- 1983: Golden Globe Award in der Kategorie „Bestes Filmdrehbuch“ für sein Engagement in Vermißt (zusammen mit Constantin Costa-Gavras)

Auszeichnungen
- 1983: Oscar in der Kategorie „Bestes adaptiertes Drehbuch“ für sein Engagement in Vermißt (zusammen mit Constantin Costa-Gavras)
- 1983: BAFTA Award in der Kategorie „Bestes Drehbuch“ für sein Engagement in Vermißt (zusammen mit Constantin Costa-Gavras)
- 1983: Writers Guild of America Award in der Kategorie „Best Drama Adapted from Another Medium“ für sein Engagement in Vermißt (zusammen mit Constantin Costa-Gavras)
- 1983: „ALFS Award“ bei den London Critics Circle Film Awards in der Kategorie „Screenwriter of the Year“ für sein Engagement in Vermißt (zusammen mit Constantin Costa-Gavras)